# Norbert Wodarzik
Norbert Wodarzik (* 13. August 1935) ist ein ehemaliger deutscher Fußballspieler.

## Karriere

### Beginn
Wodarzik spielte zuletzt, 1955, in der Jugendabteilung von Hannover 96, ehe er mit seinen Eltern in den Frankfurter Raum zog. Eine Spielzeit lang war er für die SpVgg Griesheim 02, einem Stadtteil-Verein Frankfurts aktiv, bevor er vom 1. FC Kaiserslautern verpflichtet wurde. Der zuvor im rechten Mittelfeld eingesetzte Freistoßspezialist agierte ab der Saison 1956/57 nun gemeinsam mit Weltmeistern, wie Horst Eckel, Werner Kohlmeyer, Werner Liebrich, Ottmar und Fritz Walter in der Oberliga Südwest. Neben Wodarzik hatten die „Roten Teufel“ auch noch Gerhard Miksa und Friedel Späth neu unter Vertrag genommen. Am ersten Rundenspieltag, den 19. August 1956, debütierte der vormalige Amateur von Griesheim 02 beim Auswärtsspiel gegen die Sportfreunde Saarbrücken als Mittelstürmer in der Oberliga Süd. Beim 4:1-Erfolg beteiligte er sich mit einem Treffer. In seiner ersten Spielzeit für die „Roten Teufel“ bestritt er nicht nur 13 Punktspiele, in denen er sechs Tore erzielte, sondern gewann mit ihnen auch souverän die Meisterschaft. In der nachfolgenden Endrunde um die deutsche Fußballmeisterschaft 1957 kam er aber nicht zum Einsatz. Zwei weitere Höhepunkte für den jungen Spieler waren aber seine Teilnahmen zum einen am Spiel am 6. Oktober 1956 im Freundschaftsspiel im Leipziger Zentralstadion gegen den SC Wismut – spektakuläres Hackentor von Fritz Walter – und die nach Rundenende erfolgte USA-Tournee, wo in drei Wochen sechs Spiele absolviert wurden.
In der Folgesaison erzielte er mit fünf Toren ebenso viele wie die Stammspieler Miksa und Fritz Walter, doch wurde er nur noch in sieben Punktspielen eingesetzt was ihn wohl zum Wechsel zum SSV Reutlingen bewegte.

### Fortsetzung
In der Zeit von 1958 bis 1962 war Wodarzik Stammspieler des SSV Reutlingen, bestritt 105 Punktspiele in der Oberliga Süd und war 35 Mal als Torschütze erfolgreich. Sein erstes Rundenspiel für den SSV in der Oberliga Süd absolvierte er am 17. August 1958 bei einem 2:2-Auswärtsremis beim VfR Mannheim. An der Seite von Mitspielern wie Karl Bögelein, Hans-Georg Dulz und Ulrich Biesinger belegte er in der Saison 1960/61 mit dem 5. Rang die beste Platzierung in der Oberliga Süd in seiner Zeit mit dem SSV Reutlingen. Zur Saison 1962/63 verpflichtete ihn der FC Bayern München, für den er 13 torlose Oberligaspiele bestritt. Sein Debüt fand am 26. August 1962 (2. Spieltag) ausgerechnet beim SSV Reutlingen statt, das – obwohl die Bayern bereits zur Pause mit 3:0 Toren führten – mit dem Treffer von Rainer Ohlhauser in der 71. Minute mit 4:4 unentschieden endete. Die herausragenden Angreifer beim FC Bayern waren in dieser Runde die Kollegen Ohlhauser, Dieter Brenninger und Peter Grosser. Auf internationaler Vereinsebene kam er insgesamt dreimal zum Einsatz. Einzig im Viertelfinal-Rückspiel des Messepokals beim torlosen Remis am 3. April 1963 bei Dinamo Zagreb und zweimal im Wettbewerb um den International Football Cup – im deutschsprachigen Raum als Rappan-Pokal eher geläufig – beim 2:2-Unentschieden am 23. Juni 1963 beim First Vienna FC und bei der 2:4-Niederlage am 13. November 1963 im Rückrundenspiel der 1. Runde beim FC Rouen. In der Folgesaison, nun in der Regionalliga Süd, die – mit Gründung der Bundesliga 1963 – als zweithöchste Spielklasse in Deutschland eingeführt wurde, erzielte er am 6. Oktober 1963 (9. Spieltag) im Heimspiel gegen den BC Augsburg mit den Treffern zum 1:0 in der 17. und dem 4:1 in der 85. Minute zum Endstand auch seine ersten beiden Tore in dieser Spielklasse. Zudem kam er in vier von sechs Aufstiegsspielen zur Bundesliga 1963/64 zum Einsatz. Nach zuvor 22 Regionalligaspielen absolvierte er in seiner letzten Saison 1964/65 nur noch drei Punktspiele, hatte aber damit Anteil an der Regionalliga-Meisterschaft.

### Ende
Obwohl der FC Bayern München – nach erfolgreicher Aufstiegsrunde – erstmals in die Bundesliga aufstieg, blieb Wodarzik in der zweitklassigen Regionalliga Süd und war noch bis 1968 drei Spielzeiten lang für den TSV Schwaben Augsburg aktiv, bevor er zum Saisonende 1971/72 seine aktive Fußballer-Karriere in Gröbenzell im oberbayerischen Landkreis Fürstenfeldbruck beim dort ansässigen 1. SC Gröbenzell als Spielertrainer beendete.
Norbert Wodarzik lebt nun in einem Vorort von München und besucht regelmäßig den Altherren-Stammtisch des FC Bayern.